# TrolZa
A Trolibuszgyár (röviden TrolZa, oroszul: Троллейбусный завод [Trollejbusznij zavod]) Oroszország Szaratovi területén, Engels városában működő gépgyártó vállalat. Korábban Urickij Gyár, röviden ZiU (ЗиУ – Завод имени Урицкого [Zavod imenyi Urickovo]) néven működött. Gyártmányainak típusjelzése a szovjet időszakban ZiU volt, napjainkban TrolZa.

## Története
A gyár elődjét 1868-ban alapították az Orosz Birodalom Orjoli kormányzóságának Brjanszki járásában fekvő Ragyica faluban. Kezdetben vasúti járműveket (vagonokat, gőzmozdonyokat) gyártott. A szovjet időszakban Moiszej Urickij bolsevik forradalmárról nevezték el. A második világháború kitörése után a gyárat keletebbre, a Szaratovi területen fekvő Engels városába telepítették át. A háború idején a gyár hadiipari termelést folytatott.
A gyár 1951 óta gyárt trolibuszokat. Legnagyobb mennyiségben gyártott típusai az MTB–82, a ZiU–5 és a ZiU–9 trolibuszok.
1996 körül nevezték át Trolzára, ami a Trollejbusznyi Zavod (Trolibuszgyár) rövidítése.
2020 február 20-án pénzügyi gondok miatt csődöt jelentett.

## Modellek
| Modell                  | Jellemzők                                         |
| ----------------------- | ------------------------------------------------- |
| Trolza–5264.05 Szloboda | Kéttengelyes magas padlós trolibusz               |
| Trolza–6206 Megapolisz  | Csuklós, háromtengelyes alacsony padlós trolibusz |
| Trolza–5265 Megapolisz  | Kéttengelyes alacsony padlós trolibusz            |
| ZiU–682G–016            | Kéttengelyes magas padlós trolibusz               |
| Trolza–5275.06 «Optima» | Kéttengelyes magas padlós trolibusz               |
| Trolza–62052            | Csuklós, háromtengelyes magas padlós trolibusz    |
| EKObusz                 | Gáz-elektromos hibrid busz                        |

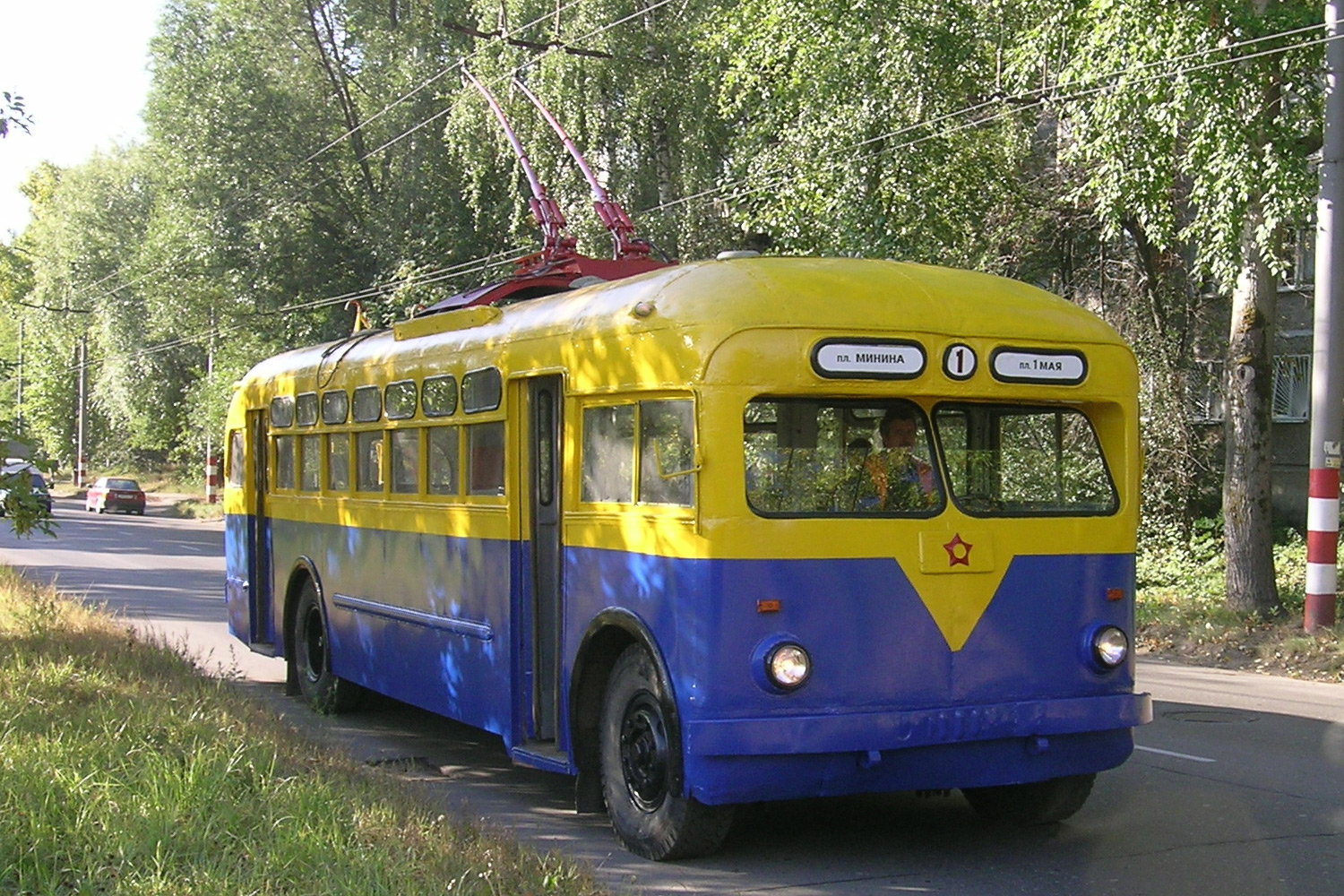
MTB–82
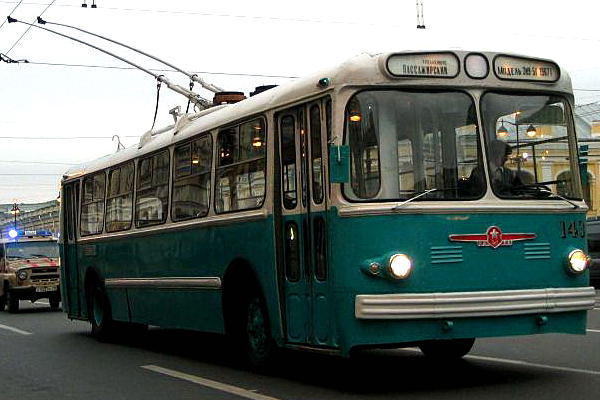
ZiU–5
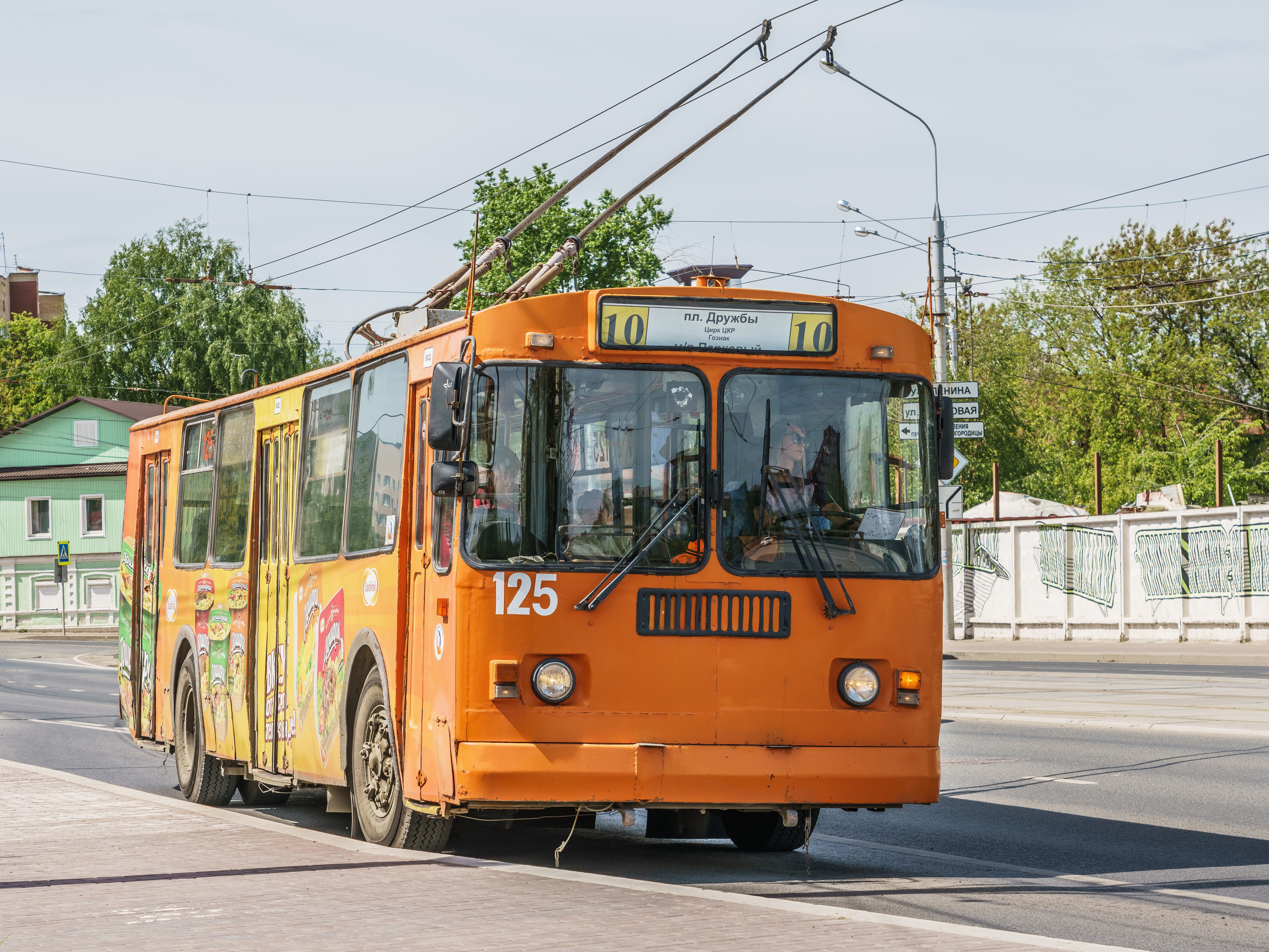
ZiU–9
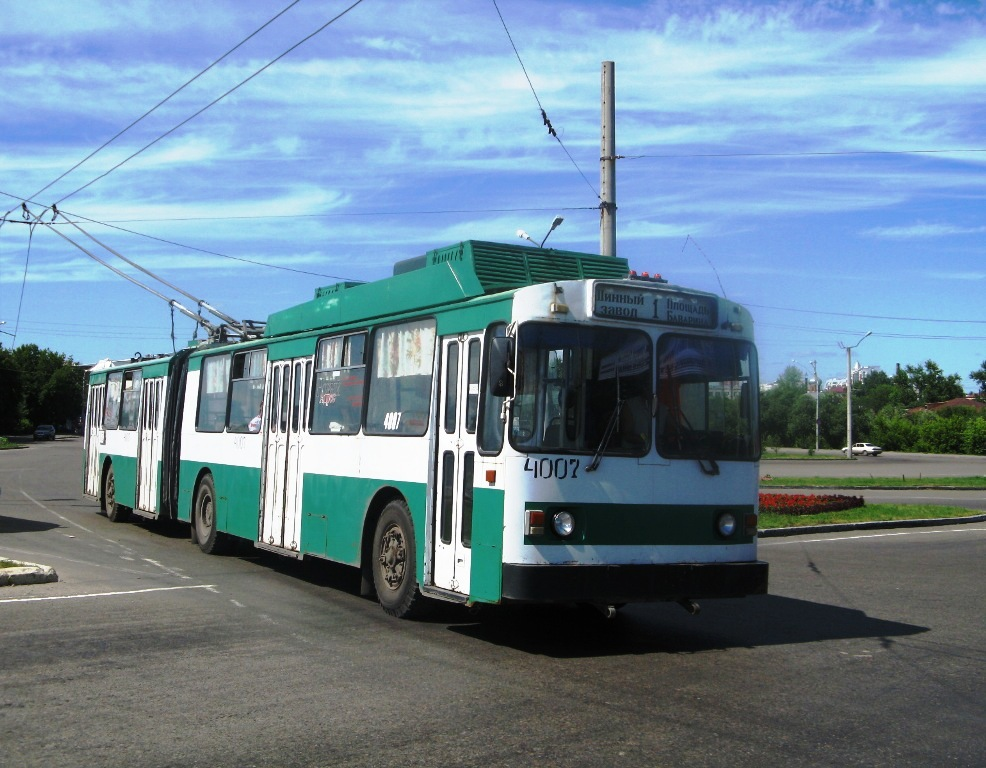
ZiU–10
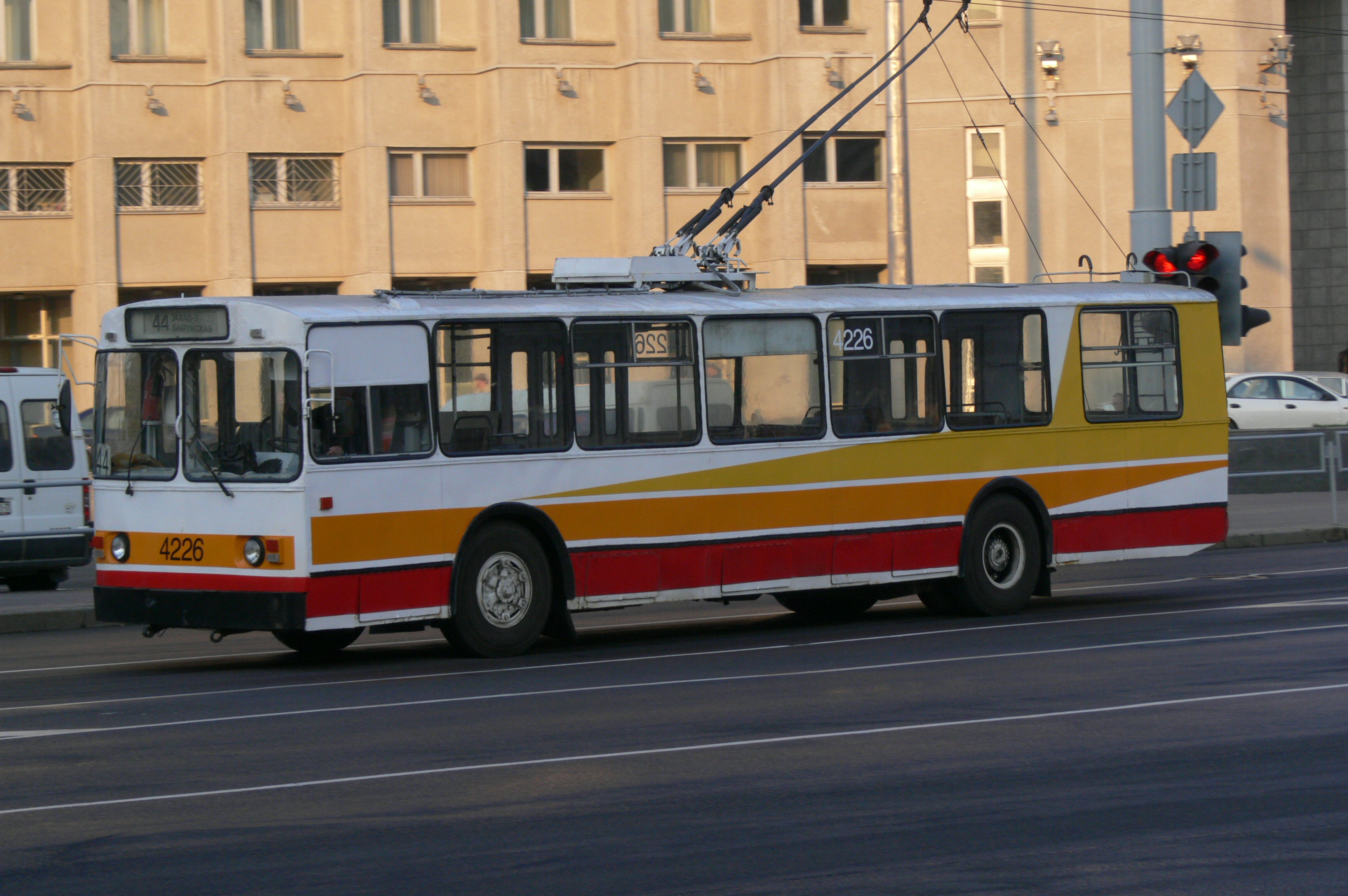
ZiU 682g
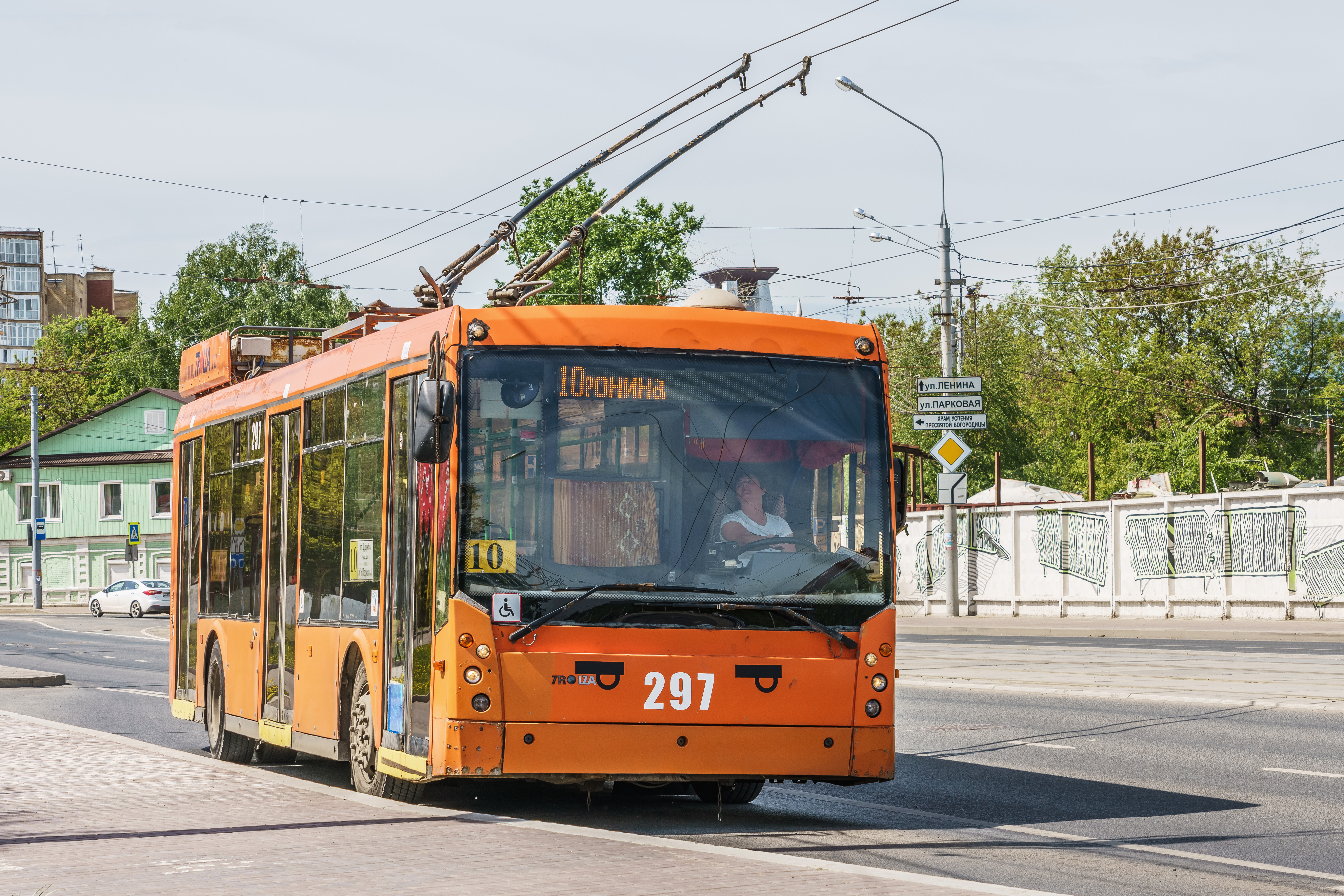
TrolZa 5265
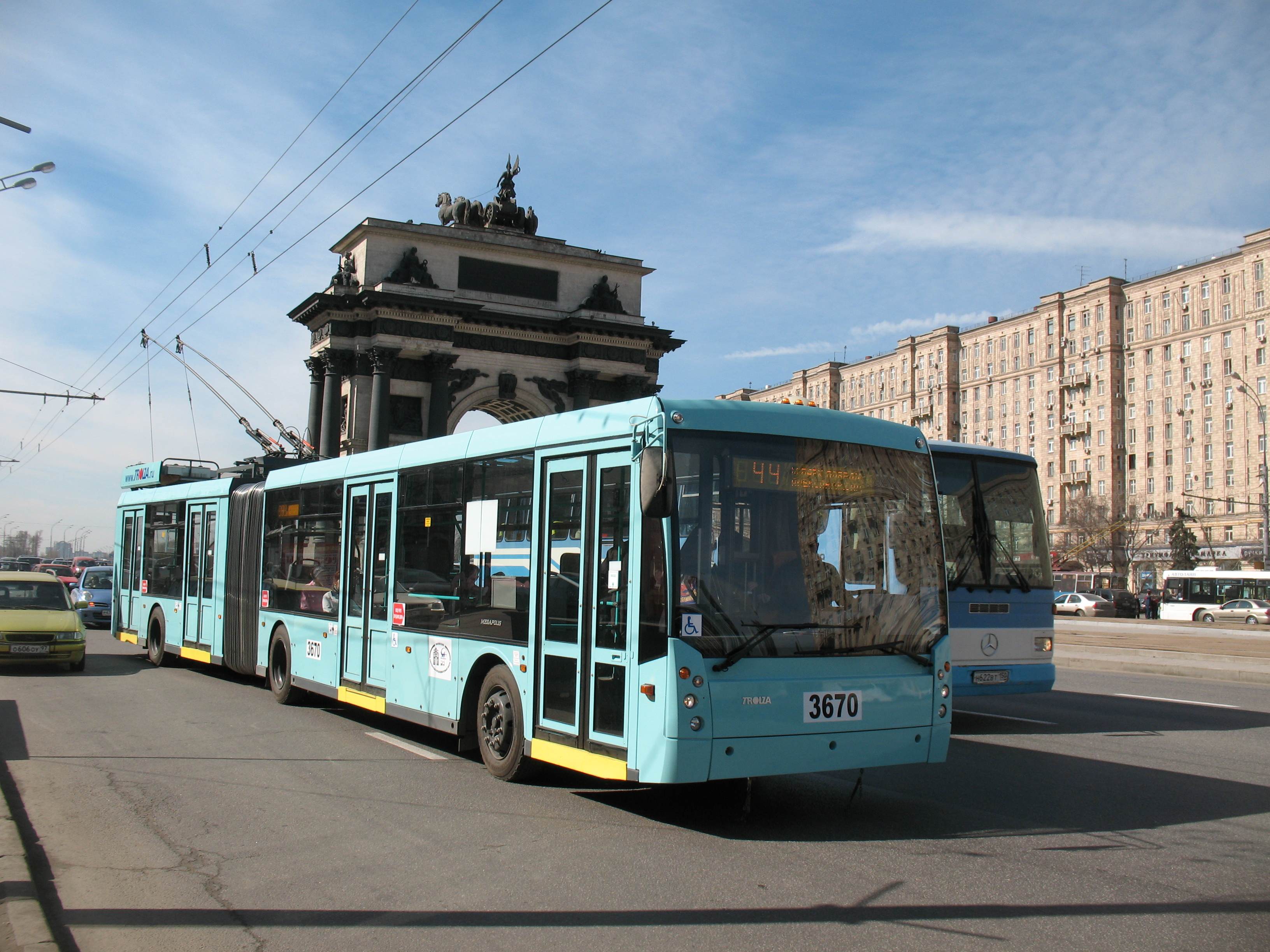
TrolZa 6206 „Megapolisz”

## Külső hivatkozások
- A Trolza honlapja (oroszul)
- A trolibuszgyár – Omnibusz.blog.hu, 2019. február 11.